# محمد الطاهر رويس
محمد الطاهر بن بلقاسم بن محمد رُوِيس أستاذ وإمام وفقيه ومؤرخ، من مواليد بلدة مساكن في تونس عام 1928، حاصل على دبلوم في التعليم وعمل محاضراً ومناظراً كما ألف عدة كتب ومقالات خلال حياته، توفي عام 2005 وخلف ورائه تراثاً فكرياً مميزاً.

## حياته ودراسته
ولد محمد الطاهر روِيس في غرّة محرّم 1347 هـ 20 حزيران 1928م ببلدة مساكن من منطقة الساحل بالبلاد التونسية، نشأ في أسرة محافظة محبة للعلم، توفي والده وهو في سن الثامنة فكفلته أمه وأشرفت على تعليمه حتى أتمه، وكان والده قد امتلك مكتبة متميزة في وقته، بدأ التعليم بمسقط رأسه ودخل الكُتّأب وتعلم القرآن الكريم ومبادئ اللغة العربية ثم دخل المدرسة الابتدائية العربية الفرنسية وأحرز الشهادة الابتدائية، ثم انتقل إلى الفرع الزيتوني بسوسة وحصل على شهادة الأهلية بتقديرٍ حسن سنة 1947.

واصل محمد الطاهر روِيس دراسته بجامع الزيتونة بتونس إلى أن تحصل على شهادة التحصيل في العلوم بتقديرٍ حسن سنة 1950. ومن الأساتذة الذين تتلمذ عليهم في جامع الزيتونة الشيوخ محمد الفاضل بن عاشور والطاهر القصار وأحمد بن ميلاد ومصطفى بن جعفر ومحمد العروسي المطوي وعبد الوهاب الكرارطي، وكان شديد الإعجاب برجل العلم والإصلاح الشيخ محمد الفاضل بن عاشور الذي أشرف بوصفه رئيس الجمعية الخلدونية على تنظيم محاضرات بصفة منتظمة في قاعة مكتبة الجمعية، وكان محمد الطاهر روِيس يحضر هذه المحاضرات باستمرار طوال أربع سنوات قضاها بالعاصمة، وتناول المحاضرون موضوعات تتعلق بالتاريخ الإسلامي وبالحضارة العربية الإسلامية وعرضوا أفكارا إصلاحية منها تجديد التعليم الزيتوني وتغيير طرق التدريس وأساليب تأليف الكتب، وهي الأفكار التي وجدت صدى في فكر محمد الطاهر روِيس، ومن الأساتذة المحاضرين في الخلدونية رئيس الجمعية المذكور والشيوخ محمد الحبيب بلخوجة ومحمد العروسي المطوي ومحمد الصالح المهيدي ومحيي الدين القليبي، اشتغل محمد الطاهر روِيس بالتعليم منذ 24 سبتمبر 1951

## عمله
لما نجح محمد الطاهر روِيس بتفوّق في مناظرة المعلّمين، باشر مهنة التدريس بالمدارس الابتدائية بصفة معلّم للغة العربية، ثم تحوّل بداية من السنة الدراسية 1967-1968 إلى المعاهد الثانوية لتدريس اللغة العربية وارتقى إلى رتبة أستاذ تعليم ثانوي وبقي في عمله إلى سنة 1982، وجمع خلال هذه المدة بين عمله في التعليم وعدة نشاطات اجتماعية، فتولى الخطابة والإمامة بجامع ببلده مدة طويلة من فبراير 1961 إلى أبريل 1989، وزاد نشاطه في الميدان الديني لما عينته إدارة الشؤون الدينية بالوزارة الأولى استاذاً متفرغاً للشؤون الدينية ببلده من سنة 1982 إلى سنة 1987، وكان خلال هذه الفترة يلقي الخطب والدروس والمحاضرات بفصاحة واقتدار، كما كان يعتني بدراسة كتب التفسير والسيرة النبوية والفقه مما كون لديه زاداً معرفياً متميزاً أهّله للتأليف فيما بعد.

هذا وقد حمل الشيخ محمد الطاهر رويس حساً وطنياً متميزاً وواكب نضال تونس من أجل الاستقلال ثم ساهم في بناء البلاد بعد استقلالها وانخرط في العمل الجمعياتي ووظف طاقاته للصالح العام، فكان ضمن المجالس البلدية لبلدته في عدة دورات ونشط ضمن اللجنة الثقافية المحلية، وأسس وترأس محلياً جمعية المحافظة على القرآن الكريم وترأس جمعية التضامن الاجتماعي، ولما أحيل على التقاعد المبكّر ابتداء من غرّة أكتوبر 1987 انصرف إلى التّأليف، وقام بتجميع الجذاذات التي كان يكتبها أثناء نشاطاته الفكرية وأثراها بالرجوع إلى المصادر والمراجع وصارت أعماله مؤلفات.

## مؤلّفاته
ألف الشيخ محمد الطاهر رويس في الدين وكتب في الفقه والدعاء والمواعظ، كما ألف في التاريخ فدون سيرة لنفسه ولتاريخ التعليم الزيتوني في وقته وأرّخ لبلدته ولرجالها. ويمكن تقسيم إنتاجه إلى قسمين أولهما مطبوع ومنشور وثانيهما مخطوط وهو إما في شكل مقالات أو في شكل كتب.

## الأعمال المطبوعة
- «تعليم الجغرافيا بالمدرسة الابتدائية»: مقال نشرته مجلة النشرة التربوية، العدد 18، مارس 1962، تونس، من صفحة 53 إلى 57، وهو أوّل عمل مطبوع ومنشور أبدى فيه رأيه في تطور التعليم عامة وتعليم الجغرافيا خاصة.
- «الدّعوة إلى الخير»: مقال في كتاب على منابر الجمعة في الدّين والمجتمع، نشر مجلّة الهداية، وإشراف الإدارة العامة للشؤون الدّينية بتونس سنة 1985، من صفحة 74 إلى 81.
- «الشّورى» مقال بنفس الكتاب المذكور على منابر الجمعة، من صفحة157إلى 163.
- الفقه الواضح في أحكام الطهارة والصلاة، طبع دار المعارف للطباعة والنّشر، سوسة، تونس1990. (256صفحة). وطبع ثانية بنفس الدار سنة2005.
- الفقه الواضح في مناسك الحج والعمرة وآداب الزّيارة، ومعه في الكتاب نفسه الأدعية المختارة في الحج والعمرة والزّيارة، دار المعارف للطباعة والنّشر، سوسة، تونس 2001. (223صفحة).
- ذكريات طالب زيتوني، مصر2006.
- المنتخب الميسّر من الدعاء والذكر،(155صفحة)الطبعة الأولى، سوسة، تونس2008/1429.

## الأعمال المخطوطة
- الفقه الواضح في أحكام الزّكاة. (تحت الطبع).
- الفقه الواضح في أحكام الصيام.[2]
- خطب منبريّة مختارة: وعددها أربعون ومائتا خطبة منظمة حسب مناسبات إلقائها وكلها نصوص من القرآن والحديث واجتهادات العلماء وأقوالهم. وقد تمّ انتقاؤها من جملة ستّمائة خطبة كتبها بخطه أثناء قيامه بالخطابة والإمامة بالجامع.
- الفتاوى المختارة: وهو كتاب يتضمن أجوبة عن تساؤلات الناس في إشكاليات اعترضتهم في دينهم ودنياهم. وتناولت مواضيع الصلاة والزكاة والحج ومواضيع الطلاق والميراث والرضاعة وغيرها. وكان يُنهي كل فتوى بذكر أسماء المراجع التي اعتمدها ويضع أحيانا جواب مفتي الديار التونسية في المسألة إذا وقع اللجوء إليه عند صعوبة الوصول إلى الحكم الشرعي المناسب.
- محبّة رسول الله. وهي مقال مطول في دواعي حب الرسول صلى الله عليه وسلم وفي علامات حبه، وفي تاريخ الاحتفال بالمولد النبوي الشريف بتونس وفي طرق الاحتفال به.
- ذكريات حياتي: وهو كتاب مطول دون فيه ذكرياته التي بدأ كتابتها في تاريخ 5شوال1415هـ/7مارس1995 وانتهى من كتابتها في تاريخ 10 محرّم 1417هـ / 28 أيار 1996 م، وتطرّق فيها بالأساس إلى ظروف نشأته ومراحل تعليمه في المدرسة الابتدائية وفي الفرع الزيتوني وفي جامع الزيتونة المعمور، وترجم لأبرز معلّميه وأساتذته الذين أخذ عنهم العلوم في كلّ مراحل حياته، فذكر أصولهم ومعارفهم ووصف لباسهم وأخلاقهم وعلاقاتهم ببعضهم البعض. كما تطرّق إلى برامج التعليم وكيفيّة تقويم نتائج التّلاميذ وتدرُّج نجاحهم. وضمّن مذكراته البحث الذي قدمه في آخر مدة التربص بمدارس الترشيح سنة 1952 وعنوانه التعليم الزيتوني والتربية العقلية بإشراف الأستاذ محجوب بن ميلاد واقترح فيه مزيد العناية بالعلوم العقلية إلى جانب العلوم النقلية، وتعتبر ذكرياته مرجعاً مهما حول التعليم الزيتوني في تونس في وقته وقد استخرج منه نجله المختص في التاريخ الدكتور منير رويس كتاب ذكريات طالب زيتوني وقدم له ونسخه (نُشِر الكتاب بمصر في عام 2006 كما ذكرنا سابقا).
- نُبذة من تاريخ "مساكن". وهو كتيّب في التاريخ المحلي لخص فيها تاريخ البلدة التي نشأ فيها طول حياته كما ترجم لأعلامها بإيجاز.

## مناقبه ووفاته
اشتهر الشيخ محمد الطاهر رويس بالاستقامة والصلاح وحب العلم وخدمة الغير وبقي كذلك طوال حياته إلى أن لقي الله في يوم الاثنين 12 محرم 1426 هـ / 21 شباط 2005م ودفن بمسقط رأسه وشيّعه جمع غفير من الناس ووقع تأبينه ورثاه الشعراء.